# Loi du 27 frimaire an V
La loi du 27 frimaire an V, qui correspond au 17 décembre 1796, concerne les enfants abandonnés. 
Elle met en place les grands principes du gouvernement sur l'assistance des enfants abandonnés, trouvés. Cette loi, suivie de l'arrêt du 30 ventôse an V (20 mars 1797) fut une des lois conservées, même si modifiée, pendant le Consulat et le Premier Empire.

## Contexte
Dès 1790, le sujet des enfants trouvés est une préoccupation pour les révolutionnaires. Ces enfants meurent souvent tôt et s'ils survivent, ils ont une vie triste et sont considérés comme des semi-parias. Cela peine d'autant plus les révolutionnaires, que la Nation, la France, a besoin de la force et la vigueur des jeunes pour mettre sur pied les nouveaux principes et idéaux de la révolution. Entre 1790 et 1793 de grands efforts sont déployés pour améliorer les conditions de vie des enfants sans foyer: une législation en leur faveur voit le jour avec, pour base, la participation directe et totale de l’État aux dépenses à effectuer pour aider les enfants. De plus, ils sont au même niveau que les enfants pauvres, ce ne sont plus des semi-parias. Mais tout cela n'est finalement qu'une utopie qui vire au drame car, à cette époque, les institutions se désorganisent, il y a des déficits financiers à répétition. Tout cela fait que la situation des enfants abandonnés empire.
Sous le Directoire, cela change. Celui-ci met en place une législation importante ainsi que plusieurs principes qui seront gardés par le Consulat. L'urgence de la situation est telle que l'intervention du Directoire est indispensable pour améliorer la situation. Alors, sont mises en place une série de lois dont celle du 27 frimaire an V.

## Détails de la loi
La loi du 27 frimaire an V «relative aux enfants abandonnés», est dans l'optique d'améliorer la condition des enfants et leur admission dans les hospices et se compose de cinq articles :
- Article 1 : les enfants, nouveau-nés, abandonnés seront accueillis gratuitement dans tous les hospices civils de la république[1],[2].
- Article 2 : le trésor national paiera les dépenses des enfants portés dans les hospices qui n'ont pas de fonds affectés à cet effet[1],[2].
- Article 3 : le Directoire doit faire un règlement sur la façon dont les enfants abandonnés seront élevés et instruits (arrêté du 30 ventôse an V)[1],[2].
- Article 4 : jusqu'à leur majorité ou leur émancipation, les enfants seront sous la tutelle du président de l'administration municipale dans laquelle est l'hospice où ils auront été placés. Les membres de l'administration seront les conseillers de cette tutelle[1].
- Article 5 : la personne qui apportera un enfant abandonné ailleurs qu'à l'hospice civil le plus proche sera condamné à une détention de trois décades (30 jours), par la police correctionnelle. La personne qui en aura chargé une autre de faire cela sera punie de la même peine[1],[2].

## L'arrêté du 30 ventôse an V
« Arrêté du Directoire exécutif concernant la manière d'élever et d'instruire les enfants abandonnés » date du 30 ventôse an V, c'est-à-dire du 20 mars 1797. Cet arrêté règle les détails d'application, spécifie comment les enfants abandonnés seront élevés et instruits mais aussi que les hospices civils ne sont que des sortes de dépôts en attendant que les enfants, en fonction de leur âge, soient placés chez une nourrice ou en pension chez des particuliers. Si l'enfant est malade, on le garde à l'hospice. Les particuliers seront surveillés et indemnisés pour l'enfant,.

## Application de la loi, modification, suite
Tout ne se déroula pas comme annoncé. Aucun contrôle des particuliers ne fut effectué et aucune indemnité ne fut versée, ce qui amena les personnes abritant un enfant abandonné à le rendre à l'hospice. Les enfants n'avaient pas alors les conditions favorables d'éducation et d'instruction espérées avec la mise en place de la loi.
Ensuite, la loi fut suivie par de nombreuses autres. En particulier, il y a la loi du 15 pluviôse de an XIII, c'est-à-dire du 4 février 1805, qui attribue dorénavant la tutelle des enfants aux commissions administratives des hospices. On constate donc que la loi fut conservée pendant le Consulat et le Premier Empire,.